# NGC 3312
| Galáxia espiral NGC 3312 |                                                                      |
|                          |                                                                      |
| Dados do catálogo:       |                                                                      |
| Classificação do objeto: | SBb                                                                  |
| Brilho superficial       | 13,2                                                                 |
| Massa (Sol=1)            | ----                                                                 |
| Outras denominações:     | IC 629, MCG-04-25-039, ESO 501-G043, h 3282, GC 2161, PGC 31513, etc |

NGC 3312 é uma galáxia espiral situada na direção da constelação da Hidra. Possui uma magnitude aparente de 11,9, uma declinação de -27º 33' 56" e uma ascensão reta de 10 horas, 37 minutos e 02,5 segundos.
Devido à força de gravidade das galáxias vizinhas a galáxia NGC 3312 sofre um processo de distorção.